# Campeonato Europeo de Remo de 1955
El XLV Campeonato Europeo de Remo se celebró en 1955 en dos sedes: las pruebas masculinas en Gante (Bélgica) y las femeninas en Bucarest (Rumania) bajo la organización de la Federación Internacional de Sociedades de Remo (FISA).
En total se disputaron doce pruebas diferentes, siete masculinas y cinco femeninas.

## Medallero
| Núm. | País           | Oro | Plata | Bronce | Total |
| ---- | -------------- | --- | ----- | ------ | ----- |
| 1    | URSS           | 8   | 1     | 0      | 9     |
| 2    | Rumania        | 1   | 4     | 0      | 5     |
| 3    | Argentina      | 1   | 0     | 1      | 2     |
| 4    | Polonia        | 1   | 0     | 0      | 1     |
| 4    | Suiza          | 1   | 0     | 0      | 1     |
| 6    | Suecia         | 0   | 2     | 0      | 2     |
| 7    | Checoslovaquia | 0   | 1     | 2      | 3     |
| 7    | Finlandia      | 0   | 1     | 2      | 3     |
| 9    | Austria        | 0   | 1     | 0      | 1     |
| 9    | Bélgica        | 0   | 1     | 0      | 1     |
| 9    | Dinamarca      | 0   | 1     | 0      | 1     |
| 12   | Hungría        | 0   | 0     | 3      | 3     |
| 13   | Francia        | 0   | 0     | 1      | 1     |
| 13   | Países Bajos   | 0   | 0     | 1      | 1     |
| 13   | RFA            | 0   | 0     | 1      | 1     |
| 13   | Yugoslavia     | 0   | 0     | 1      | 1     |
|      | TOTAL          | 12  | 12    | 12     | 36    |